# Magenta (Welshe band)

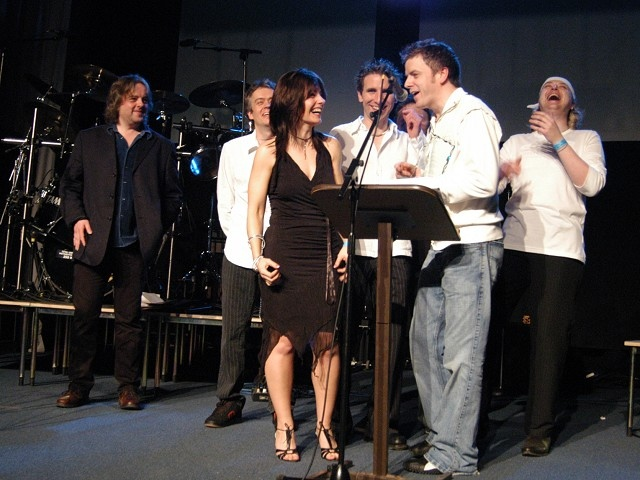
Magenta

Magenta is een Welshe rockband die 2000 ontstond toen Rob Reed en Christina Booth een meer permanente opvolger zochten voor Trippa, hun vorige samenwerkingsverband. Hun muziek is het meest beïnvloed door Yes, maar ook invloeden van Genesis, Mike Oldfield, en de Eurythmics zijn hoorbaar.

## Geschiedenis
Hun debuutalbum Revolutions werd binnen het circuit van de progressieve rock goed ontvangen. Het tweede album werd tegen de verwachting in binnen korte tijd uitverkocht, want progressieve rock, die teruggrijpt op de beginjaren bleek populairder dan de band had ingeschat. Binnen het genre waarin ze spelen ontvingen ze vanaf dan eigenlijk elk jaar wel een prijs.
Rob Reed werd de muziekwereld ingetrokken door het album Tubular Bells van Mike Oldfield; hij bezocht regelmatig concerten van deze muzikant. Tijdens een pauze in Magenta's werkzaamheden (Booth werd ernstig ziek) nam hij een aantal albums op in de stijl van genoemd album.

## Discografie

### Albums
- Revolutions (1 maart 2001)
- Seven (1 maart, 2004)
- Another time... Another place... (1 november, 2004)
- Home al dan niet in combinatie met New York Suite (1 juni, 2006)
- The Singles (21 mei, 2007)
- Metamorphosis (21 april, 2008)
- Live at The Point (27 oktober, 2008)
- Magenta Live at Real World (19 september 2010)
- Chameleon (10 oktober 2011)
- Live: On our way to who knows where (22 september 2012)
- The twenty seven club (2 september 2013)
- Chaos from the stage (2016)
- We are legend (april 2017)
- We are seven (najaar 2018)
- Masters of illusion (juli 2020)
- Angels & damned (juni 2021)
- The white witch (december 2022)

### Ep's
- Broken EP (1 juni, 2004)
- I'm Alive EP (1 november, 2004)
- Songs from the big room (3 december 2021)

### Dvd's
- The Gathering (24 oktober, 2005)
- The Metamorphosis Collection (21 april, 2008)
- Angels & damned (juni 2021)